# Neulette
Neulette település Franciaországban, Pas-de-Calais megyében. Lakosainak száma 22 fő (2022. január 1.). Neulette Éclimeux, Incourt, Noyelles-lès-Humières és Willeman községekkel határos.

## Népesség
A település népességének változása:
| Lakosok száma | 79   | 92   | 87   | 70   | 59   | 40   | 18   | 22   | 28   | 22   |
|               | 1793 | 1836 | 1866 | 1891 | 1926 | 1962 | 2006 | 2011 | 2017 | 2022 |